# ASANO
株式会社ASANO（あさの）は、医療用器械・機材・材料・クラウドサービス等の開発・販売を行う日本の企業。GENOVAの100%子会社。経営破綻したADI.Gの事業を譲受する受け皿として設立された。

## 概要
ADI.Gは、長年にわたって医療用器械・機材・材料の販売を手掛けてきたが、新型コロナウイルス感染拡大の影響から売り上げが減少した。このため、歯科医院向けのPCR検査キットの提供を開始したり、歯科クリニック向けのクラウドサービスに注力して業容低下を図ろうとした。しかし、2024年11月に長年にわたって粉飾決算を行っていたことが発覚し、金融機関へ支援を要請した上でコンプライアンス強化の改革を進めようとしたが、一部金融機関の同意を得ることが不可能となった。このためADI.Gは2024年12月16日、東京地方裁判所に対して民事再生法の適用を申請した。
ADI.Gは2025年4月11日にGENOVAを民事再生スポンサーに選定したと同時に、ADI.Gが手掛けている事業を同年7月1日付でGENOVAが設立する新会社へ譲渡する契約を締結した。
GENOVAは2025年4月21日、ADI.Gの事業を譲受する新会社として株式会社ASANOを同年5月1日に設立することを発表。ASANOは同年7月1日付でADI.Gの事業を譲受した。本社はADI.Gと同じ石川県金沢市に置かれる他、社長もGENOVA代表取締役社長である平瀨智樹が兼務する。

## 沿革
- 2025年
  - 5月1日 - 設立。
  - 7月1日 - ADI.Gから事業を譲受した上で事業を開始。